# Utagawa Kunisada

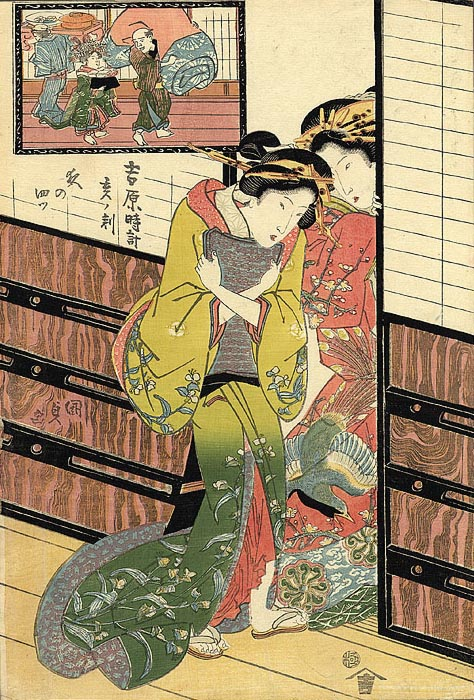
As horas de Yoshiwara, 1818 - Uma das mais conhecidas séries bijin criadas por Kunisada.

Utagawa Kunisada (歌川国貞) (1786 - 1865), também conhecido como Utagawa Toyokuni III (三代歌川豊国), foi o mais popular, prolífico e financeiramente bem sucedido designer de xilogravura ukiyo-e no século XIX no Japão. Em seu tempo, sua reputação era amplamente superior à de seus contemporâneos, Hokusai, Hiroshige e Kuniyoshi.[carece de fontes?]

## Arte e história
Kuniyoshi, é um verdadeiro achado de quase indescritível prazer artístico. Deste "pintor" das gravuras, mestre de tão intrincada e difícil arte, saíram maravilhas e imaginativo desenho. Nesta notável colecção de 150 obras raríssimas, em sua maioria pertencentes ao coleccionador americano, Professor Arthur R. Miller, notabiliza-se o poder gráfico, numa beleza invulgar, numa vasta gama de temas, em que particularmente se salienta o poder inovativo do formato tríptico do autor.